# かわいい魔女ジニー
『かわいい魔女ジニー』（かわいいまじょ ジニー、原題：I Dream of Jeannie）は、1965年から1970年までNBCで放送されていたアメリカ合衆国のシチュエーション・コメディ番組である。全139話。
アメリカ空軍 (USAF) とアメリカ航空宇宙局 (NASA) の全面協力で制作されており、当時のそれらの施設もロケに使用していた。第25話にはチャック・イェーガーもカメオ出演している。第94話には、当時ヘビー級の人気ボクサーだったジェリー・クォーリーが、ボクシングの試合に出場することになったトニーのコーチとして本人役でゲスト出演している。
日本では、1966年（昭和41年）8月30日から1968年（昭和43年）5月4日、および1969年（昭和44年）10月4日から1970年（昭和45年）3月28日までNET（現・テレビ朝日）系列局で、毎日放送製作の海外ドラマとして放送されたのが最初である。放送当時、同じスクリーン ジェムズ製作のシットコムである『奥さまは魔女』と人気を二分していた。

## ストーリー
NASAの宇宙飛行士・トニーが不時着した南の島で拾った謎の壺。その中には可愛らしいアラビア風の魔女のジニーが封印されていた。
トニーと離れたくないとアメリカについてきたジニーは、「殿（との、Master）」と見込んだトニーを喜ばせようと魔法で大活躍。しかし、いつも大騒動になってしまう。

## スタッフ
- 原案・脚本・製作：シドニィ・シェルダン

## 登場人物・キャスト
ジニー
演：バーバラ・イーデン
声：向井真理子（第1話のみ）/中村晃子（第2話から）/武藤礼子（第114話から）
アラビア風の魔女。壺の中に閉じ込められたまま南の島に漂着していたところ、遭難してきたトニーに解放されたことで彼を「殿」と認め、そのまま彼の住むアメリカのフロリダについてきた。基本的にいたずら好きで心配性。魔法を使えば家事一般はできるが、常にトニーの傍にいたい一心で騒動を起こすことも多い。魔女を自称するが実際には精霊であり、フィルムに写らなかったり、ある切っ掛けで実体が危うくなり、消滅の危機に陥ることもある。年齢は2,000歳。紀元前64年4月1日バビロン生まれで、幼少時に魔女になったとのこと。家族は、今も健在な両親と妹、そして黒髪の姉。子供の時に馬に蹴られたいやな思い出があり、現在も馬が苦手。
トニー（アンソニー・ネルソン少佐）
演：ラリー・ハグマン
声：天田俊明（第1話のみ）/小山田宗徳（第2話から）/中田浩二（第114話から）
アメリカのNASAの宇宙飛行士であり、（作中で）アメリカ初の宇宙遊泳や月周回軌道の宇宙飛行を行った青年。かなり優秀な人物であり、周囲の評価も高い。ハンサムで女性にもて、また本人も異性が嫌いではないのでジニーをヤキモキさせるが、本命はジニー。独身でいるのが好みだったが、終盤の第117話にてジニーへの愛を自覚して婚約し、第124話で結婚した。宇宙飛行士の仕事に誇りを持っており、ロケットや飛行機の模型製作が趣味。フロリダのココビーチにある宇宙センターの近所（住所はパーム通り1020）に在住。自宅は借家で、以前はウィスコンシンに住んでいた。
ロジャー・ヒーリー少佐
演：ビル・デイリー
声：愛川欽也/嶋俊介（第114話から）
トニーの友人。同じくNASAの宇宙飛行士で、同僚で彼の相棒を務めることが多い青年。女好きな上にわりと派手好き。トニーを冷淡に扱うそぶりを見せることもあるが、彼の危機には一番に駆けつけるなど、親友であることは間違いない。番組の途中でジニーの素性を知るが、以降はトニーとジニーの善き協力者となり、時には頼る者がいないジニーの相談相手も務める。一方で、彼女の魔法を利用し、豪華な生活をしようと目論むこともしばしある。住居は大型高級アパートの一室。
アルフレッド・ベローズ大佐
演：ハイデン・ローク
声：千葉順二/大木民夫（第114話から）
トニーとロジャーの上司で、正式な職務は軍医（精神分析医）。トニーがジニーを拾って以来奇行が増え、非合理な現象がたびたび起きるため、彼の素行を執拗に調べている。大抵はジニーの魔法で証拠が帳消しになり、トニーの奇行の証拠をつかみ損ねる。トニー（＆ロジャー）の奇行の観察記録をつけており、それを本として著述する旨を明かしている。根は善人で、上司としてトニーを擁護することもある。愛妻家。
ピーターソン閣下
演：バートン・マクレーン
声：西桂太/たてかべ和也
ベローズの上司の将軍。彼にトニーの奇行を注進されて確かめに行くものの、大抵はジニーの後始末でベローズの方がおかしいことになり、大目玉を食らわせるのがお約束。そんなやり取りを繰り返しているが、ベローズは友人だと語り、彼を馬鹿にした軍医をたしなめたこともある。サミー・デイヴィスJr.の大ファン。
シェーファー司令官
演：ヴィントン・ヘイワース
声：永井一郎/雨森雅司
番組後半に登場した、NASA基地の司令官。階級は大佐。厳格だが人間味のある人物。放蕩なヒッピーの娘がいる。愛犬の名はジュピター。
アマンダ・ベローズ
演：エマライン・ヘンリー
声：北原文枝ほか
ベローズの妻で、料理が得意な美人。夫と共にトニーを訪ねることもある。普段は慈善活動（チャリティ）に力を入れており、寄付金を集めるバザーなどに参加し、ジニーをトニーに虐げられた女性だと思い込んで保護したこともある。芸術に造詣があり、陶芸などにも興味を示すほか、トニーの婚約記念に抽象芸術のオブジェを贈ったりもしている。
姉ジニー
演：バーバラ・イーデン（ジニーとダブルキャスト）
声：中村晃子（ジニーとダブルキャスト）
しばらく会っていなかったジニーの姉。「私も姉さんもジニー」ということで、主に「姉さん」と呼ばれる。ジニーとの違いは黒い髪と緑の衣装。ジニーに電話で呼び出されて以来、たびたびトニーの家に来る。バグダードの老いた大富豪に仕えているが、いい加減飽きたのでトニーを新しい殿にしようと企み、人がいい妹を騙す。殿にすると言いつつ、実質彼を支配する（トニー曰く奴隷にされる）事を望んでおり、彼を小さくして鳥かごに捕らえたこともある。
リンジンジン
ジニーの愛犬。故郷バクダードから度々ジニーに会いにくる。小型犬でかわいらしいが、衛兵にいじめられたせいで制服を嫌い噛み付く癖があり、しかも魔法で透明化する能力があるため、制服軍人の出入りが多いトニーの家では目に見えない何者かが制服を食いちぎる被害がたびたび発生し、非合理な現象を否定するベローズもこれについては存在を認めている。
ナレーター
声：金内吉男
/宮内幸平

## 放送リスト
1. 恋の風に乗ってきました
2. ペルシャでデート
3. らくだの背中にゆられてゆれて
4. お嫁においででないと
5. 二等兵でもしあわせよ
6. ヨットでドッキリ
7. 宇宙でキッス
8. お買物しました お勘定はおまかせよ
9. ジニー ハリウッドに行く
10. 不思議のお水
11. のぞいちゃだめよ
12. マーチでムードをぶちこわせ
13. つぼに未練は数々ござる
14. わたし建てますわよ
15. 新郎さんはスタンドイン
16. 月夜には馬車に乗ろう
17. それ出せやれ出せ全部出せ
18. 魔女は魔女でも
19. つぼで行くのはジニーじゃない
20. お医者様ごっこ大好き
21. 魔法がだめなら拳法で
22. サイコロの目に７はない
23. びっくりゴルフ
24. 居候おことわり
25. あやしいあやしいあやしい珠だ
26. 一筆30万ドル
27. 怪盗トニー
28. ゴビの砂漠に雨が降る
29. 浮かびましたらご喝采
30. 愛しちゃったよジニー
31. 二人が出会った想い出の…
32. 毎日が日曜だったら
33. 税金さんこんにちわ
34. 雪がこんこん降っている
35. うるわしき君の瞳よ
36. わたし犬大好き
37. ジニー西部へ行く
38. 魔女に関する十の心得
39. 他人のものには手を出すな
40. 足の方からさようなら
41. お誕生日おめでとう
42. 殿方がお妬きになるとき
43. 歌こそわが命
44. もててもてて困っちゃう
45. お金は天下のまわりもの
46. 育児学入門
47. 丈夫で長持ちいたします
48. 00トニー危機一発
49. この道ぬけられません
50. まるで本物そっくり
51. 一年後のあなたの姿
52. サービスお断り
53. サミーが二人
54. 大きくなりたい
55. われは海の子
56. 素敵な大将
57. 花嫁になる時
58. ギロチンの露と消えるか
59. パパあたし魔女よ
60. ケーキをどうぞ
61. あなたと踊ろう
62. 僕は宇宙飛行モンキー
63. お姉さまよして
64. ダイヤモンドに目がくらみ
65. 魔女さしあげます
66. 只今訓練中
67. グループサウンズで行こう
68. スター誕生
69. 魔女ってなーに？
70. お母さまよろしく
71. 声変わりのお年頃
72. 御注意！女難の相
73. 銀行さんお金ちょうだい
74. 壁を破って来た男
75. ハワイよいとこ一度はおいで
76. カメアメア大王の大襲撃
77. 宇宙金庫の旅 I
78. 宇宙金庫の旅 II
79. 宇宙金庫の旅 III
80. 宇宙金庫の旅 IV
81. スタミナつけて頑張ろう
82. 幽霊の正体みたり
83. 炊事・洗濯まるでダメ
84. ジニーのヨロメキ
85. その名を言わないで
86. 月世界の二人
87. かくて二人は一心同体
88. 火星の夢ジニーの夢
89. ピップチック緊急事態
90. 絶対確実あすの勝馬
91. トニーの子守歌ブルース
92. 新品同様ポンコツ車
93. 猛犬リンジンジン
94. 天下無敵鉄腕ジニー
95. とっても好きないやな奴
96. フィルムはあのねのね
97. もうちょっとで花婿
98. もともとピンボケ
99. じゃじゃ馬ならし
100. 忍法宇宙変身の術 I
101. 忍法宇宙変身の術 II
102. 馬の乗り方ウマかった
103. どんと一発誇大広告
104. 当選しましたあかつきは
105. だまって吹けばピタリと眠る
106. テレビに出してあげようか
107. 猛犬あわやバラバラ
108. ゴツンと追突全身打撲
109. ふとったあなたっていや
110. 月の裏側に美女がいた
111. 冷凍魔女
112. オーイそこ行く宇宙船
113. トニーついにパパとなる
114. 魔法のピアノ
115. ジンジンゲリラの襲撃
116. ああ、国際結婚 I
117. ああ、国際結婚 II
118. 魔女の血液、脱なに型？
119. キューバより愛をこめて
120. 悪魔の城は夢のうち
121. 変身は騒動の巻
122. 魔女クリームは年をとる
123. チョンガーパーティー大騒動！[4]
124. 奇妙な花嫁
125. 新婚家庭にジェラシー台風
126. 奥様、ケチケチ、さあ大変
127. ハネムーンは疲れます
128. ああ、騒動妊娠
129. あら、見てたのね
130. ベター・ハーフ・トニー
131. 空軍一のハスラー
132. 一番さん、三番さん、新婚さん
133. 雨降ってドジかさなる
134. あげてよかった もらって地獄[5]
135. 泣く子も笑うベッド・ファーザー
136. まれにマメなマメさぎ師
137. 小さいことはいいことだ
138. 花のチョンガー、力の女房連れ[6]
139. 飲んでみたいよ魔女の酒

## 主なカメオ出演
- 第02話 リチャード・キール
- 第05話 ロバート・ドクィ
- 第07話 ダブニー・コールマン（異なる役で第61話にも出演）
- 第18話 バーナード・フォックス
- 第21話 ジェームズ・ホン
- 第25話 チャック・イェーガー
- 第31話 マイケル・アンサラ
- 第32話 パンチョ・セグラ
- 第37話 ホイト・アクストン
- 第47話 グルーチョ・マルクス
- 第51話 キャスリーン・フリーマン
- 第53話 サミー・デイヴィスJr.
- 第64話 ミルトン・バール
- 第66話 ドン・リックルズ、デヴィッド・ソウル
- 第67話 フィル・スペクター、ボイス&ハート
- 第70話 スプリング・バイイントン
- 第75話 ドン・ホー
- 第94話 ジェリー・クォーリー

## 日本語版制作スタッフ
- 演出：道俊之
- 翻訳：篠原慎
- 効果：PAG
- 録音：番町スタジオ
- 配給：（株）ソニーピクチャーズ・エンタテインメント

## 放送局
- NETテレビ
- 北日本放送：月曜 18:15 - 18:45[7]
- 北陸放送：日曜 12:15 - 12:45[8]

## 再放送
NET系列での放送終了後、1974年（昭和49年）9月から1975年（昭和50年）2月まで日本テレビが再放送を行っていた（月曜 - 金曜 9:00 - 9:30）。その後の日本国内での再放送は、2001年（平成13年）のテレビ神奈川や2002年（平成14年）の西日本放送での放送を最後に長らく行われていなかったが、2014年（平成26年）2月7日から同年8月28日までテレビ東京で再放送が行なわれた（月曜 - 金曜 8:00 - 8:25）。この際、パイロット版である第1話とカラーライズされた第1シリーズが日本初放送された。
FOXクラシック 名作ドラマでは2015年（平成27年）8月3日からシーズン1が、同年9月14日からシーズン2が放送された後、2017年（平成29年）1月26日からシーズン3が、同年3月3日からシーズン4が、同年4月11日からシーズン5が放送された。

## 映像ソフト化
本作を収録したビデオソフトは、日本ではバップから発売された。
- 懐かしの外国テレビ映画シリーズ かわいい魔女ジニー - 各巻3話収録。第1巻に第1話・第32話・第34話を、第2巻に第36話・第37話・第39話を収録。日本語吹替版。
- かわいい魔女ジニー スペシャル・セレクション - 1998年発売。全3巻。各巻3話収録。二ヶ国語仕様。

上記2種類のビデオソフトは共にVHSで発売され、2020年（令和2年）現在、日本ではDVDやBlu-ray Discでの映像ソフト化は行われていない。アメリカでは、2006年にソニー・ピクチャーズ・エンタテインメントからDVD-BOXが発売された。